# Festuca heteromalla
Festuca heteromalla — вид однодольних квіткових рослин з родини злакових (Poaceae).

## Поширення
Поширення: Австрія, Бельгія, Чехія, Словаччина, Данія, Фінляндія, Франція, Фарерські острови, Німеччина, Італія, Норвегія, Польща, Румунія, Шпіцберген, Швеція, Швейцарія, Україна, Латвія, Литва.